# Enthalpie standard de formation
En thermodynamique chimique, l'enthalpie standard de formation est une valeur de référence de l'enthalpie tabulée pour toute espèce chimique (tout corps). Pour un corps {\displaystyle i} à la température {\displaystyle T} elle est notée {\displaystyle \Delta _{\mathrm {f} }H_{T,\,i}^{\circ }}. Cette grandeur standard est souvent tabulée à la température de 298,15 K (25 °C). Elle s'exprime en joules par mole (J mol−1) ou, plus couramment, en kilojoules par mole (kJ mol−1) dans le Système international d'unités (SI).
L'enthalpie {\displaystyle H=U+PV} d'un corps pur ne peut être calculée de façon absolue car elle dépend de l'énergie interne {\displaystyle U} dont seules les variations peuvent être mesurées. Pour pallier cette difficulté, une échelle d'enthalpies molaires est établie en définissant des zéros arbitraires pour certains corps simples. Ceci permet de calculer une enthalpie standard de réaction par la loi de Hess.

## Définitions

### Réaction standard de formation
La réaction standard de formation d'un corps {\displaystyle i} à la température {\displaystyle T} est définie par,, :
| Réaction standard de formation d'un corps La réaction standard de formation d'un corps {\displaystyle i} à la température {\displaystyle T} est la réaction produisant une mole de ce corps dans un état standard à partir des corps simples de référence des éléments chimiques dans leur état standard de référence. |

La réaction a lieu à la pression standard {\displaystyle P^{\circ }} = 1 bar constante et à la température {\displaystyle T} (quelconque) également constante. On suppose que toutes les espèces du milieu réactionnel sont dans un état standard et le restent tout au long de la réaction. Cette réaction est donc théorique, puisqu'elle suppose que les espèces ne se mélangent pas (un état standard est l'état d'un corps pur). Le milieu réactionnel se comporte, de ce fait, comme un mélange idéal.
Selon la convention stœchiométrique, les coefficients stœchiométriques {\displaystyle \nu _{j}} sont notés algébriquement : positifs pour les réactifs et négatifs pour les produits. L'équation est donc écrite selon :
Le seul produit est le corps {\displaystyle i} et son coefficient stœchiométrique vaut {\displaystyle \nu _{i}=1}.
Les réactifs sont uniquement les corps simples les plus stables à {\displaystyle P^{\circ }} et {\displaystyle T} constitués des éléments chimiques présents dans le corps {\displaystyle i}. Ces corps sont dans leur état standard le plus stable à {\displaystyle P^{\circ }} et {\displaystyle T}. Par exemple, dans les conditions de pression 1 bar et de température 298,15 K, le carbone existe principalement sous deux formes solides : le graphite et le diamant, mais seul le graphite est stable dans ces conditions, le diamant est métastable ; le corps simple de référence du carbone dans ces conditions est donc le graphite, et son état standard de référence est l'état solide. Dans les mêmes conditions, l'oxygène existe sous deux formes gazeuses : le dioxygène O2 et l'ozone O3 ; le corps simple de référence de l'oxygène dans ces conditions est le dioxygène, stable, et son état standard de référence est l'état gazeux. Les coefficients stœchiométriques des réactifs sont négatifs et peuvent être des fractions,.
L'équation chimique de la réaction d'un corps ne peut être écrite que d'une seule façon.
Exemples - Quelques réactions standards de formation à 298,15 K,.
Formation du dioxyde de carbone CO2 :
{\displaystyle {\rm {-1\,C({\text{graphite}})-1\,O_{2}(g)+1\,CO_{2}(g)=0}}}
Formation du chlorure d'hydrogène HCl (acide chlorhydrique) :
{\displaystyle {\rm {-{1 \over 2}\,H_{2}(g)-{1 \over 2}\,Cl_{2}(g)+1\,HCl(g)=0}}}
Formation du dioxyde d'azote NO2 :
{\displaystyle {\rm {-{1 \over 2}\,N_{2}(g)-1\,O_{2}(g)+1\,NO_{2}(g)=0}}}
Formation de l'eau H2O :
{\displaystyle {\rm {-1\,H_{2}(g)-{1 \over 2}\,O_{2}(g)+1\,H_{2}O(l)=0}}}
Formation de l'éthanol C2H5OH :
{\displaystyle {\rm {-2\,C({\text{graphite}})-3\,H_{2}(g)-{1 \over 2}\,O_{2}(g)+1\,C_{2}H_{5}OH(l)=0}}}
Formation du chlorure de mercure(I) Hg2Cl2 (calomel) :
{\displaystyle {\rm {-2\,Hg(l)-1\,Cl_{2}(g)+1\,Hg_{2}Cl_{2}(s)=0}}}

### Enthalpie standard de formation
L'enthalpie standard de formation {\displaystyle \Delta _{\text{f}}H_{T,\,i}^{\circ }} d'un corps {\displaystyle i} à la température {\displaystyle T} est définie par :
| Enthalpie standard de formation d'un corps L'enthalpie standard de formation {\displaystyle \Delta _{\text{f}}H_{T,\,i}^{\circ }} d'un corps {\displaystyle i} à la température {\displaystyle T} est l'enthalpie de réaction {\displaystyle \Delta _{\text{r}}H_{T}^{\circ }} de la réaction standard de formation de ce corps à la température {\displaystyle T}. |

Autrement dit, l'enthalpie standard de formation du corps {\displaystyle i} est la variation d'enthalpie du milieu réactionnel dans lequel se déroule la réaction standard de formation d'une mole de ce corps. L'enthalpie standard de formation s'exprime en joules par mole (J mol−1) ou, plus couramment, en kilojoules par mole (kJ mol−1) dans le Système international d'unités (SI).
Une enthalpie standard de formation est définie à pression standard {\displaystyle P^{\circ }} = 1 bar constante et pour une mole du corps considéré, elle ne dépend donc que de la température. Les enthalpies standards de formation des corps simples de référence des éléments chimiques dans leur état standard de référence sont nulles quelle que soit la température,,. Par exemple, à 298,15 K les enthalpies standards de formation du graphite solide (corps simple de référence du carbone dans ces conditions) et du dioxygène gazeux (corps simple de référence de l'oxygène dans ces conditions) sont nulles, mais pas celles du diamant et de l'ozone.
Exemple 1
À 298,15 K, le dioxygène O2 est le corps simple de référence pour l'oxygène, son état standard de référence est l'état gazeux. La réaction standard de formation du dioxygène gazeux s'écrit par conséquent :
{\displaystyle {\rm {-1\,O_{2}(g)+1\,O_{2}(g)=0}}}
L'enthalpie standard de cette réaction et l'enthalpie de formation du dioxygène sont donc nulles : {\displaystyle \Delta _{\text{r}}H_{298{,}15}^{\circ }=\Delta _{\text{f}}H_{298{,}15,\,{\rm {O_{2}(g)}}}^{\circ }} = 0.
Par contre, l'enthalpie standard de formation du dioxygène liquide dans ces conditions (état fictif) est non nulle, car l'état liquide n'est pas son état standard de référence : {\displaystyle \Delta _{\text{f}}H_{298{,}15,\,{\rm {O_{2}(l)}}}^{\circ }\neq 0}.
Exemple 2,
À 298,15 K, la réaction standard de formation du dioxyde de carbone CO2 à partir des corps simples carbone graphite C et dioxygène O2 s'écrit :
{\displaystyle {\rm {-1\,C({\text{graphite}})-1\,O_{2}(g)+1\,CO_{2}(g)=0}}}
L'enthalpie standard de cette réaction est de {\displaystyle \Delta _{\text{r}}H_{298{,}15}^{\circ }} = −393,65 kJ/mol. Dans ces conditions, l'enthalpie standard de formation du dioxyde de carbone vaut donc :
{\displaystyle \Delta _{\text{f}}H_{298{,}15,\,{\rm {CO_{2}(g)}}}^{\circ }} = {\displaystyle \Delta _{\text{r}}H_{298{,}15}^{\circ }} = −393,65 kJ mol−1.
Les enthalpies standards de formation peuvent être tabulées à n'importe quelle température. Dans la littérature scientifique, elles le sont le plus souvent à 298,15 K (25 °C).

## Relations

### Changement de température, relation de Kirchhoff
Les enthalpies standards de formation sont généralement tabulées à 298,15 K (25 °C) et notées {\displaystyle \Delta _{\text{f}}H_{298{,}15,\,i}}. Elles peuvent être calculées pour d'autres températures par la première relation de Kirchhoff, si le corps {\displaystyle i} considéré et les réactifs de la réaction de formation ne subissent pas de changement d'état lors de ce changement de température :
avec :
- {\displaystyle \Delta _{\text{r}}C_{P,\,T}^{\circ }=\sum _{j}\nu _{j}\,{\bar {C}}_{P,\,T,\,j}^{\circ }} la capacité thermique isobare standard de réaction ;
- {\displaystyle {\bar {C}}_{P,\,T,\,j}^{\circ }} la capacité thermique isobare molaire standard du corps {\displaystyle j} (réactif ou produit {\displaystyle i}) ;
- {\displaystyle \nu _{j}} le coefficient stœchiométrique du corps {\displaystyle j}.

Exemple
Le monoxyde de carbone CO est formé par la réaction :
L'enthalpie standard de formation du CO à 298,15 K est de {\displaystyle \Delta _{\text{f}}H_{298{,}15,\,{\rm {CO(g)}}}^{\circ }} = −110,58 kJ mol−1. Les capacités thermiques isobares molaires standards des divers corps sont, en J K−1 mol−1 :
- pour le carbone graphite pour 298,15 K < {\displaystyle T} < 1 100 K :

{\displaystyle {\bar {C}}_{P,\,T,\,{\rm {C(graphite)}}}^{\circ }} = 0,108 8 + 38,95 × 10−3 {\displaystyle T} - 1,482 × 105 {\displaystyle T^{-2}} - 17,89 × 10−6 {\displaystyle T^{2}} ;
- pour le dioxygène gazeux pour 298,15 K < {\displaystyle T} < 3 000 K :

{\displaystyle {\bar {C}}_{P,\,T,\,{\rm {O_{2}(g)}}}^{\circ }} = 29,97 + 4,185 × 10−3 {\displaystyle T} - 1,674 × 105 {\displaystyle T^{-2}} ;
- pour le monoxyde de carbone gazeux pour 298,15 K < {\displaystyle T} < 2 500 K :

{\displaystyle {\bar {C}}_{P,\,T,\,{\rm {CO(g)}}}^{\circ }} = 28,42 + 4,102 × 10−3 {\displaystyle T} - 0,46 × 105 {\displaystyle T^{-2}}.
La capacité thermique isobare standard de réaction vaut :
{\displaystyle \Delta _{\text{r}}C_{P,\,T}^{\circ }=-1\,{\bar {C}}_{P,\,T,\,{\rm {C(graphite)}}}^{\circ }-{1 \over 2}\,{\bar {C}}_{P,\,T,\,{\rm {O_{2}(g)}}}^{\circ }+1\,{\bar {C}}_{P,\,T,\,{\rm {CO(g)}}}^{\circ }}
On obtient par la première relation de Kirchhoff l'enthalpie standard de formation du CO à 1 000 K : {\displaystyle \Delta _{\text{f}}H_{1000,\,{\rm {CO(g)}}}^{\circ }} = −111,97 kJ mol−1.

### Loi de Hess, enthalpie standard de réaction
Soit une réaction chimique quelconque notée selon la convention stœchiométrique (les coefficients stœchiométriques {\displaystyle \nu _{i}} sont notés algébriquement : positifs pour les réactifs et négatifs pour les produits) :
La loi de Hess énonce que « si l'équation d'une réaction peut s'écrire comme une combinaison linéaire de plusieurs équations de réaction, alors son enthalpie standard de réaction est égale à la même combinaison linéaire des enthalpies standards de ces réactions,,,. » Toute réaction chimique pouvant s'écrire comme une combinaison linéaire des réactions standards de formation de ses réactifs et produits, l'enthalpie standard de la réaction {\displaystyle \Delta _{\text{r}}H_{T}^{\circ }} peut en conséquence être calculée selon :
| Enthalpie standard de réaction : {\displaystyle \Delta _{\text{r}}H_{T}^{\circ }=\sum _{i}\nu _{i}\,\Delta _{\text{f}}H_{T,\,i}^{\circ }} (loi de Hess). |

Exemple - Enthalpie de combustion de la méthylhydrazine avec le peroxyde d'azote.
La méthylhydrazine est un ergol utilisé comme carburant pour petites fusées dans la réaction :
Les enthalpies standards de formation des divers corps sont données dans le tableau suivant.
| Corps {\displaystyle i}                                                | méthylhydrazine CH6N2(g) | peroxyde d'azote N2O4(g) | azote N2(g) | eau H2O(g) | dioxyde de carbone CO2(g) |
| ---------------------------------------------------------------------- | ------------------------ | ------------------------ | ----------- | ---------- | ------------------------- |
| {\displaystyle \Delta _{\text{f}}H_{298{,}15,\,i}^{\circ }} (kJ mol−1) | 95                       | 11                       | 0           | -242       | -394                      |

L'enthalpie standard de réaction vaut : {\displaystyle \Delta _{\text{r}}H_{298{,}15}^{\circ }} = -1 × 95 - 5/4 × 11 + 9/4 × 0 + 3 × (-242) + 1 × (-394) = −1 229 kJ mol−1 ; la réaction est exothermique.

## Enthalpies standards de formation de quelques corps
Voir le tableau de l'article détaillé Grandeur standard. Quelques références sont données ci-après.
Liens externes
- (en) National Institute of Standards and Technology (NIST), « NIST Standard Reference Database 13 », sur janaf.nist.gov, 1998 (DOI 10.18434/T42S31, consulté le 3 février 2025).
- (en) Université du Papaloapan (Mexique), « Standard Thermodynamics Properties of Chemical Substances » [PDF], sur unpa.edu.mx (consulté le 3 février 2025).
- Université de Laval (Canada), « CHM-1903 Chimie des eaux - Recueil de données » [PDF], sur chm.ulaval.ca (consulté le 3 février 2025).

Ouvrages
- Peter William Atkins et Julio De Paula (trad. de l'anglais par Jean Toullec et Monique Mottet), Chimie Physique [« Physical Chemistry »], De Boeck Supérieur, 2013, 4e éd., 1024 p. (ISBN 9782804166519, lire en ligne), p. 919-926 (tableau 2.8).
- Pierre Perrot, Propriétés thermodynamiques des composés organiques, vol. K 620v2, Éditions Techniques de l'ingénieur, 2008 (lire en ligne).
- (en) Dilip Kondepudi et Ilya Prigogine, Modern Thermodynamics : From Heat Engines to Dissipative Structures, John Wiley & Sons, Ltd., 2014, 2e éd., 560 p. (ISBN 9781118371817, lire en ligne), p. 491-499.